# IV Trienal de Milão

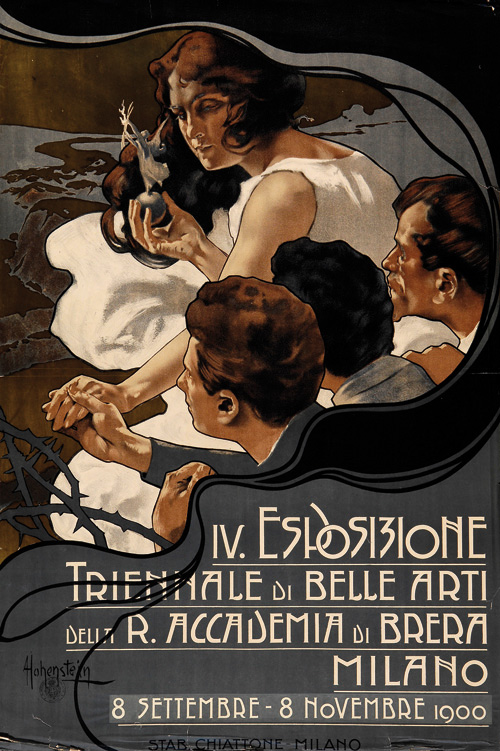
4ª Exposição Trienal de Belas Artes Milão 900, cartaz desenhado por Adolf Hohenstein

A 4ª Trienal de Milão  (IV Triennale di Milano) é uma exposição de arte italiana (a 4ª edição da Trienal de Milão) realizada entre 8 de setembro e 8 de novembro de 1900 em seu histórico local, a Pinacoteca de Brera de Milão, Itália.
A exposição não tinha restrições temáticas e visa documentar uma situação em evolução, mapeando um panorama dos melhores pintores italianos do seu tempo.

## A exposição
O objetivo da exposição era traçar um mapa dos principais resultados da pesquisa artística realizada na Itália durante os anos de 1897 a 1900, bem como os experimentos considerados representativos deste período, indicativos da evolução futura possível panorama artístico italiano confrontado com uma nova tentativa de identificar as possíveis singularidades da situação italiana no sistema internacional de arte.

## Membros do comitê e instalação
Um comitê de curadores, crítico de arte e historiadores, professor da Academia Brera, foi responsável pela seleção de pintores para participar da Triennale di Milano durante os três anos.

## Júri e preço
Em 8 de novembro de 1900, o Júri da IV Trienal de Milão concedeu o Prêmio Trienal de Milão ao Carlo Bazzi, pela obra intitulada Levata del Sole allo Spluga (Nascer do sol no Passo do Spluga), une grande huile sur toile (145 x 97 cm), peinte en 1900.

## Catálogo
A exposição é documentada por um catálogo de trabalhos publicados pela Brera Academy.